# Laurent Jacquot-Defrance
Laurent Jacquot-Defrance (El Pertús, Vallespir, 22 d'abril del 1874- Roma, 19 de maig del 1902) va ser un pintor francès, guardonat amb el primer premi Prix de Rome de pintura del 1901.

## Biografia
Va néixer al Pertús fill del lorenès Ernest-Alphonse Jacquot, fabricant de raspalls a Épinal, i d'Anne Defrance, morta prematurament vers 1876-1880. Becat per la vila de Nancy, Laurent Jacquot-Defrance estudià al liceu de Nancy, on fou alumne del pintor Jules Larcher a l'Escola de Belles Arts de Nancy.
La seva primera obra coneguda és un estudi de dona en bust (probablement un retrat familiar) executat amb llapis negre sobre paper muntat sobre cartró. Aquest dibuix guardat en col·lecció privada, signat "Gaston Jacquot De France" i datat el 1892, va ser realitzat per l'artista a l'edat de 18 anys. Altres esbossos ràpids daten del mateix any 1892.
Va entrar a la Escola de Belles Arts de París el 1894 presentat per William Bouguereau i Gabriel Ferrier. Es va incorporar als tallers de Léon Bonnat i Albert Maignan. El 1897 es va presentar al concurs del Prix de Rome, sobre el tema de Vulcà encadena Prometeu als cims de Caucas, sense èxit. El 1898, va participar en el concurs de la capçalera d'expressió. Va rebre el prix Chenavard (fixat en 1.000 francs en 1899 i una 3a medalla al Saló el 1900 èl seu Raquel i Jacob (Localització actual desconeguda). També el 1899 va participar en el concurs de la pintura de mitja figura, i es presenta al concurs del Prix de Rome amb el tema Hèrcules entre el vici i la virtut, sense èxit, el premi s'atorgà a Louis Roger. Es presentà l'any següent tractant el tema d'un Espartà mostrant als seus fills un idiota borratxo (col·lecció privada). El premi fou guanyat per Fernand Sabatté.
El 1901 va rebre la segona medalla del Saló. El seu quadre representava Els bous és adquirida per l'Estat. Finalment va rebre el Prix de Romw el 1901 per Jesús guarint els malalts, que li va permetre emprendre el viatge a Roma.
Va morir prematurament durant la seva estada a la Vil·la Mèdici a Roma el 1902. Eugène Guillaume, llavors director de l'Acadèmia Francesa a Roma, va pronunciar un discurs en ocasió del seu funeral a Lorena. Un monument commemoratiu, amb un bust de bronze de l'escultor Henri Bouchard és erigit des del 1902 a l'església de Saint-Louis-des-Français de Roma. Un carrer "Jacquot de France" ha nomenat en la seva memòria a la ciutat de Laxou, als afores de Nancy.

## Llista d'obres

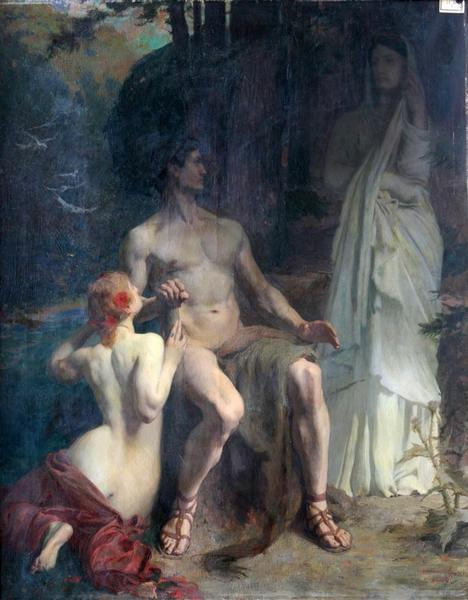
Hercule entre le Vice et la Vertu, 1899, Perpinyà, Museu d'Art Jacint Rigau

- Nature-morte aux chardons, 1892, col·lecció particular[8]
- Vulcain enchaîne Prométhée sur les cimes du Caucase, 1897, col·lecció particular[9]
- La Rêverie, 1898, Paris, Escola Nacional Superior de Belles Arts
- Torse masculin ou Demi-figure peinte, 1899, Paris, Escola Nacional Superior de Belles Arts
- Portrait d'enfant, Salon de 1899, localització actual desconeguda
- Hercule entre le Vice et la Vertu, 1899, Perpinyà, Museu d'Art Jacint Rigau
- Un spartiate montre à ses fils un Ilote ivre, 1900, col·lecció particular[10]
- Rachel et Jacob, 1900, localització actual desconeguda
- Jésus guérissant les infirmes, 1901, Paris, Escola Nacional Superior de Belles Arts
- Les Bœufs, 1901, localització actual desconeguda, abans a Nancy, Museu de Belles Aerts
- Portrait d'enfant, Salon de 1901, localització actual desconeguda
- Religieuse et ses élèves au parc, vers 1901, col·lecció particular[11]